# Ehrenborg
Ehrenborg är en svensk adelsätt, varav en nu utslocknad gren erhållit friherrlig rang.
Släktens stamfader är enligt traditionen Mikkel Sørensen, tingsfogde i Nöllöv på Jylland, ett släktled som dock inte kan beläggas. Hans uppgivne son Jöns Michelsson är dock bevisligen förfader till den nu adliga ätten. Han var enligt släkttraditionen den danske kungen Kristian IV:s räntmästare i Skåne, när landskapet tillföll Sverige 1658. Han adlades i Sverige med namnet Ehrenborgh år 1687 och introducerades två år senare på nummer 1109, samt gjorde Hofdala till släktens fideikommiss. Med sin hustru Anna Gjedde, dotter till den engelske handelsmannen Michael Gjedde i Helsingborg, fick han två döttrar och två söner. Döttrarna gifte sig med professor Martinus Olai Nordeman och Adlercreutz. En son, Richard Ehrenborg, var professor vid Lunds universitet och var gift med en dotter till professor Nils Silfversköld. En av dennes döttrar gifte sig Ödla, och en son till denne, Jöns Michael Ehrenborg, var överstelöjtnant och fick med sin hustru Maria Charlotta Ödla flera barn, men ingen son som förde hans gren vidare på svärdssidan.
Den yngre sonen till Jöns Ehrenborg och Anna Gjedde, Michael Ehrenborg, var kyrkoinspektor i Skåne. Hans andra hustru hette Henrietta Barthlin och kom från Köpenhamn där fadern var kunglig arkiater. Den nu levande ätten härstammar från deras son Casper Ehrenborg som var ryttmästare och gift med Elisabeth Euphrosyne von Conowen vars mor var en Cronström. En ättling till dessa var ryttmästaren Gustaf Abraham Ehrenborg som med sin hustru Eva Eleonora Odencrantz, vars mor var en Benzelstierna, fick sonen Christian Gustaf Teodor Ehrenborg som blev morfader till kylskåpets uppfinnare, Baltzar von Platen.
Till släkten hör Betty Ehrenborg som grundade den svenska söndagsskolan och skrev psalmer. Hon var mor till afrikamissionärerna August Posse och Hedvig Posse. Betty Ehrenborgs bror var brukspatron Rickard Ehrenborg på Bohr, Linde socken.

## Friherrliga ätten Ehrenborgh
Casper Wilhelm Michael Ehrenborgh (1786–1844) upphöjdes 1817 till friherre enligt 1809 års regeringsform och introducerades samma år på nummer 366. Hans hustru var en Ruuth i Finland. Denna ätt utslockande på svärdssidan år 1930.

## Personer ur ätten
- Anna Fredrika Ehrenborg (1794–1873), född Carlqvist, hustru till Casper Ehrenborg och författarinna
- Betty Ehrenborg (1818–1880), pedagog och psalmförfattare
- Casper Ehrenborg (1788–1823), justitieombudsman och landshövding
- Casper Ehrenborg (1846–1916), militär och riksdagsledamot
- Casper Wilhelm Mikael Ehrenborgh (1786–1844), hovrättspresident
- Lennart Ehrenborg (1923–2017), filmregissör och filmproducent
- Michaël Ehrenborg (1884–19579, häradshövding
- Richard Ehrenborg (1655–1700), juridikprofessor
- Richard Ehrenborg (1821–1887), godsägare och riksdagsman
- Wilhelm Ehrenborg (1850–1926), landssekreterare